# Mirosternus hirsutulus
Mirosternus hirsutulus är en skalbaggsart som beskrevs av Perkins 1910. Mirosternus hirsutulus ingår i släktet Mirosternus och familjen trägnagare. Inga underarter finns listade i Catalogue of Life.